# St. Martin (Sinzheim)

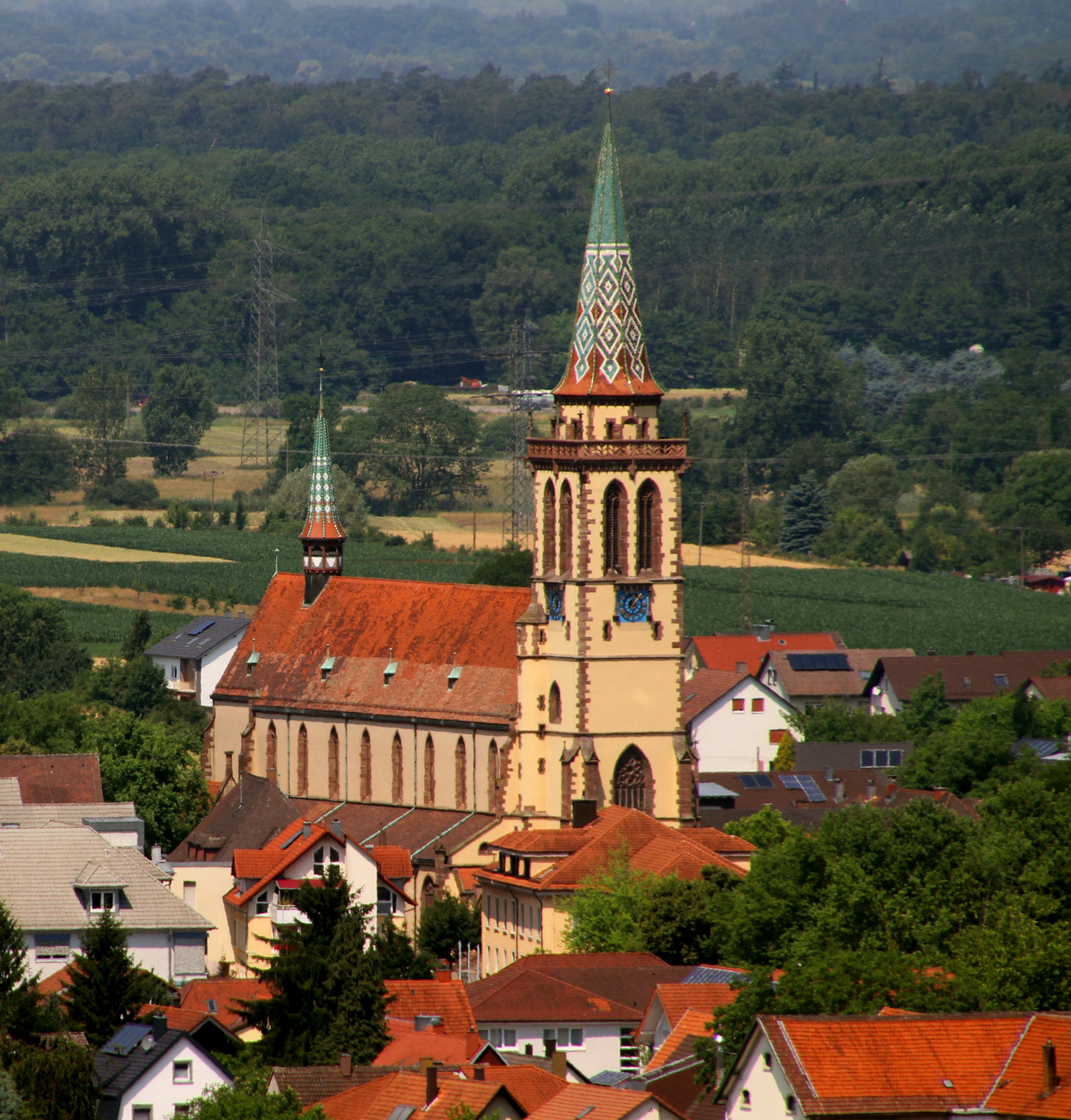
St. Martin in Sinzheim

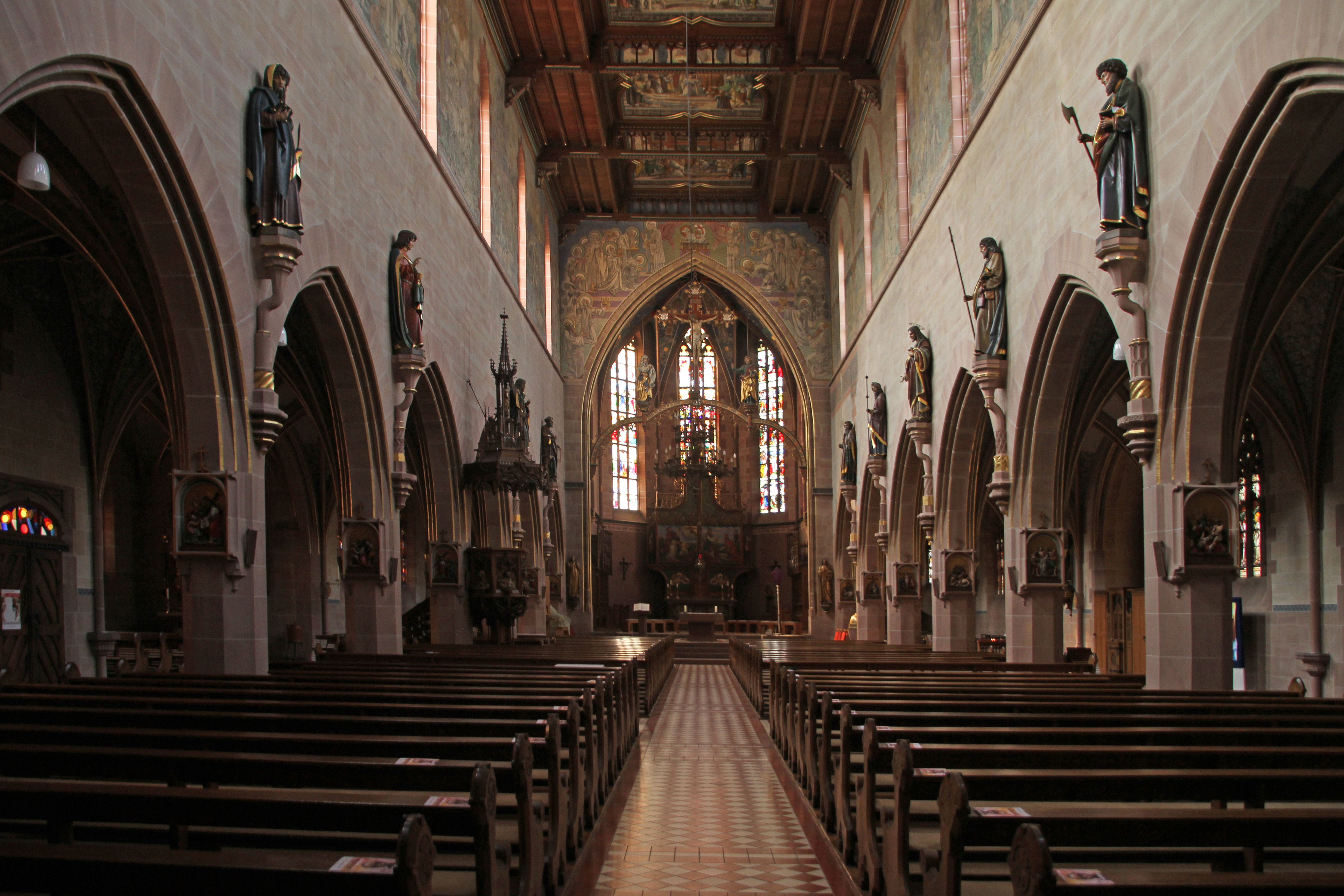
Innenansicht

Die römisch-katholische Pfarrkirche St. Martin steht in Sinzheim, einer Gemeinde im Landkreis Rastatt in Baden-Württemberg. Das Bauwerk ist beim Landesamt für Denkmalpflege Baden-Württemberg als Baudenkmal eingetragen. Die Kirchengemeinde gehört zur Seelsorgeeinheit Sinzheim-Hügelsheim im Dekanat Baden-Baden des Erzbistums Freiburg.

## Beschreibung

### Äußeres
Die Basilika wurde 1898–1990 nach einem Entwurf von Johannes Schroth im neugotischen Stil erbaut. Sie besteht aus einem Langhaus mit einem Mittelschiff und zwei Seitenschiffen, einem eingezogenen, dreiseitig geschlossenen, von Strebepfeilern gestützten Chor im Westen, aus dessen Dach sich ein achteckiger Dachreiter erhebt, und einem 72 Meter hohen Fassadenturm im Osten (mit Turmkreuz 74,4 m), dessen oberstes Geschoss hinter den als Biforien gestalteten Klangarkaden den Glockenstuhl enthält. Das darunter liegende Geschoss beherbergt die Turmuhr. Der Turmschaft schließt mit einer Brüstung ab, zwischen der sich ein achteckiger, spitzer Helm erhebt.

### Glocken
Im Glockenstuhl des Kirchturmes hängt ein sechsstimmiges Glockengeläut aus Bronze, das mit Ausnahme der kleinsten Glocke, die 1900 von der Glockengießerei Grüninger gegossen wurde, von der Gießerei Kurtz aus Stuttgart 1949 hergestellt wurde.
| Glocke | Name                    | Durchmesser | Gewicht  | Schlagton |
| ------ | ----------------------- | ----------- | -------- | --------- |
| 1      | Hl. Martin              | 1480 mm0    | 1940 kg0 | des′+2    |
| 2      | Hl. Maria               | 1300 mm0    | 1360 kg0 | es′+2     |
| 3      | Hl. Joseph              | 1150 mm0    | 950 kg   | f′+1      |
| 4      | Hl. Wendelin            | 970 mm      | 560 kg   | as′+1     |
| 5      | Sel. Bernhard von Baden | 860 mm      | 400 kg   | b′+1      |
| 6      | Hl. Franziskus          | 730 mm      | 260 kg   | des″+7    |

### Inneres
Das Kircheninnere ist 65 Meter lang, 23 Meter breit und 17,50 Meter hoch. Die Ausmalung des Innenraums wurde von Augustin Kolb 1909 ausgeführt. Der Hochaltar ist ein weiter Flügelaltar, ein Werk des Malers und Bildhauers Franz Joseph Simmlers aus Offenburg. Die drei Buntglasfenster im Chor (Architektur)|Chor stellen die dreiGeheimnisse des Rosenkranzes dar: links des Freudenreichen, rechts

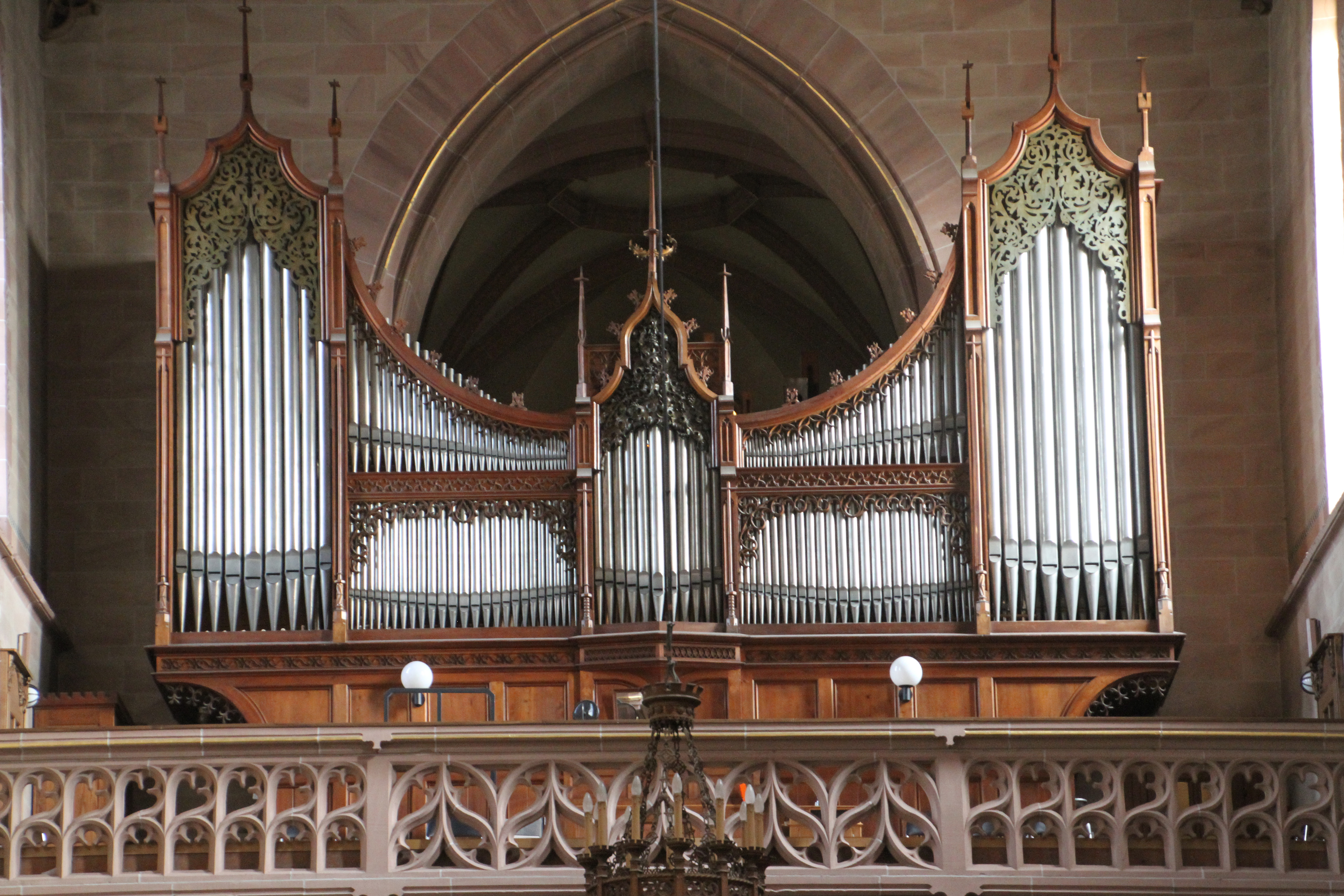
St Martin, Orgel

Die Orgel auf der Empore im rückwärtigen Teil der Kirche wurde 1902 von Wilhelm Schwarz & Sohn als Opus 107 gebaut. Wegen ihres künstlerischen Wertes mussten die Prospektpfeifen der Orgel im Ersten Weltkrieg nicht abgeliefert werden. 1951 und 1962 wurden Umbauten vorgenommen, die im Sinne der damaligen Orgelbewegung zu einer Barockisierung führten. In den folgenden Jahrzehnten verschlechterte sich die Qualität des Instruments, so das Ende der 1980er Jahre über eine Neuanschaffung nachgedacht wurde. Man entschloss sich aber zu einer Restaurierung  und zur Wiederherstellung des Originalzustands, die 1988/89 von Egbert Pfaff, dem Nachfolger der Erbauerfirma, durchgeführt wurde. Das Instrument verfügt über 27 Register auf zwei Manualen und Pedal.